# Atti di Pietro e Andrea
Gli Atti di Pietro e Andrea sono un breve apocrifo del Nuovo Testamento relativo agli apostoli Pietro e Andrea, scritto in greco successivamente al V secolo. Si trattava di un'appendice dell'apocrifo Atti di Andrea e Mattia, poi considerata come narrazione autonoma.
Il testo descrive brevi miracoli relativi ai due apostoli, come Andrea che cavalca una nuvola o Pietro che fa passare un cammello per la cruna di un ago.
Dato l'avanzato periodo di composizione e lo stile eccessivamente favolistico l'apocrifo non può essere considerato un fedele resoconto storico, sebbene non si possa escludere una ripresa di precedenti tradizioni orali.